# Nord-Süd-Achse (Berlin)
Als Nord-Süd-Achse werden verschiedene stadtplanerische Projekte der ersten Hälfte des 20. Jahrhunderts für Berlin bezeichnet, die eine von Norden nach Süden verlaufende Straßenachse vorsahen, in der Regel vom Spreebogen über die Siegesallee und den heutigen Park am Gleisdreieck nach Schöneberg. Verbunden waren diese Projekte mit einer Vereinfachung des Berliner Eisenbahnverkehrs durch Verbindung oder Ersetzung der Kopfbahnhöfe Lehrter Bahnhof, Potsdamer Bahnhof und Anhalter Bahnhof. Bekanntestes Beispiel ist die Nord-Süd-Achse aus dem Generalbauplan für die Reichshauptstadt Berlin, den Albert Speer im Auftrag Adolf Hitlers erstellte.
Im 21. Jahrhundert bezeichnet der Begriff die unterirdische Verbindung zwischen Hauptbahnhof und Südkreuz.

## Vorgeschichte

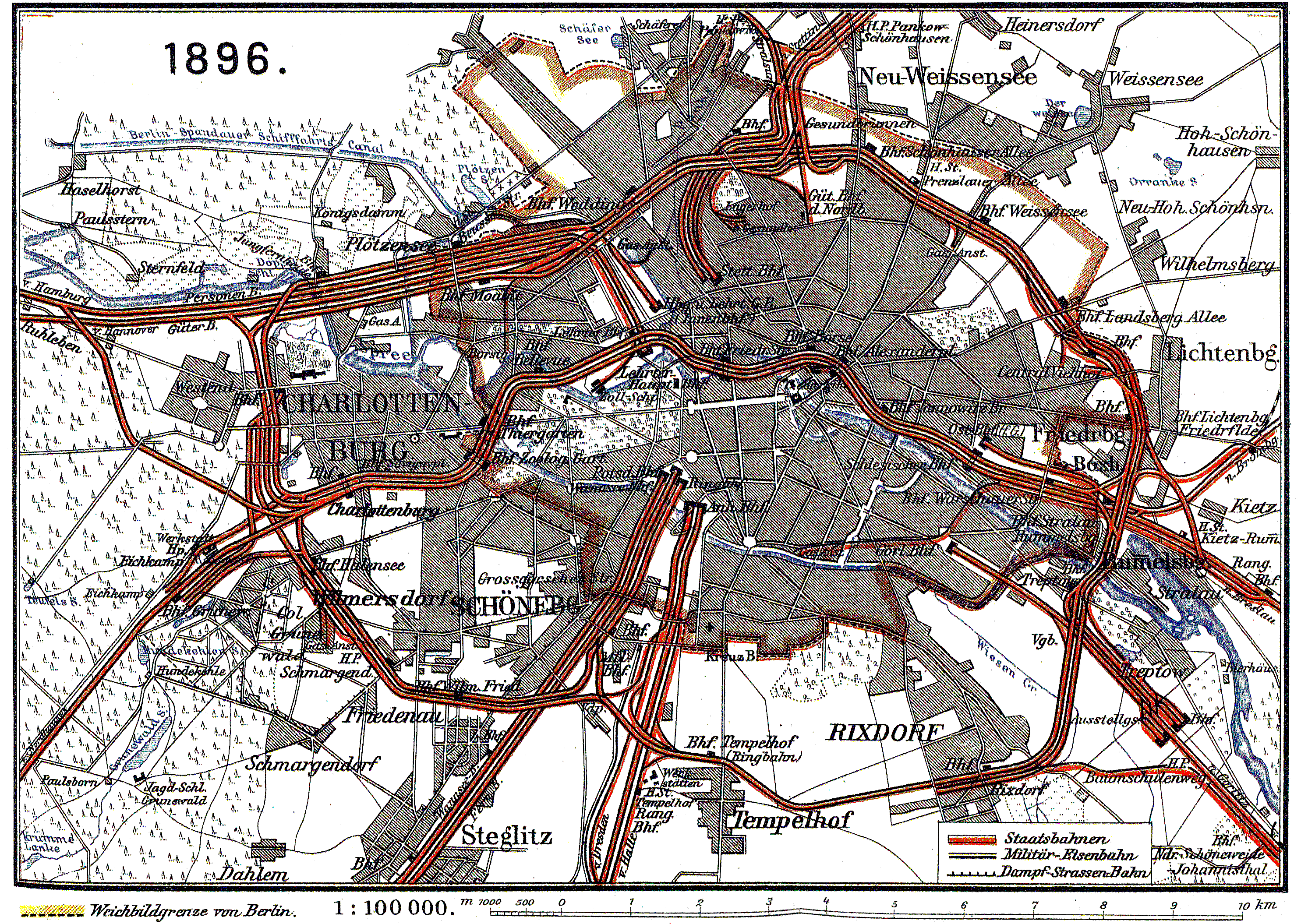
Straßen und Eisenbahnen in Berlin 1896

Nach der Gründung des Deutschen Reichs 1871 wurde nördlich des Tiergartens auf dem Königsplatz das Reichstagsgebäude errichtet, während die meisten Reichsministerien ihren Sitz in der Wilhelmstraße oder in der Leipziger Straße hatten. Das politische Zentrum des Deutschen Reiches befand sich damit zwischen der historischen Mitte und Charlottenburg im Osten bzw. Westen, nördlich begrenzt durch den von Industrialisierung geprägten Stadtteil Moabit, südlich durch den Tiergarten von der Friedrichsvorstadt getrennt. Während es über die Charlottenburger Chaussee eine Verbindung in Ost-West-Richtung gab, waren der Norden und der Süden schwerer zu erschließen. Durch das enorme Wachstum des Stadtgebiets lagen bei der Bildung Groß-Berlins 1920 der Anhalter und der Potsdamer Güterbahnhof südlich des Landwehrkanals im Zentrum der neuen Großstadt, nördlich davon die wichtigen Kopfbahnhöfe Lehrter Bahnhof, Potsdamer Bahnhof und Anhalter Bahnhof, die untereinander nicht verbunden waren.

## Wettbewerb Groß-Berlin

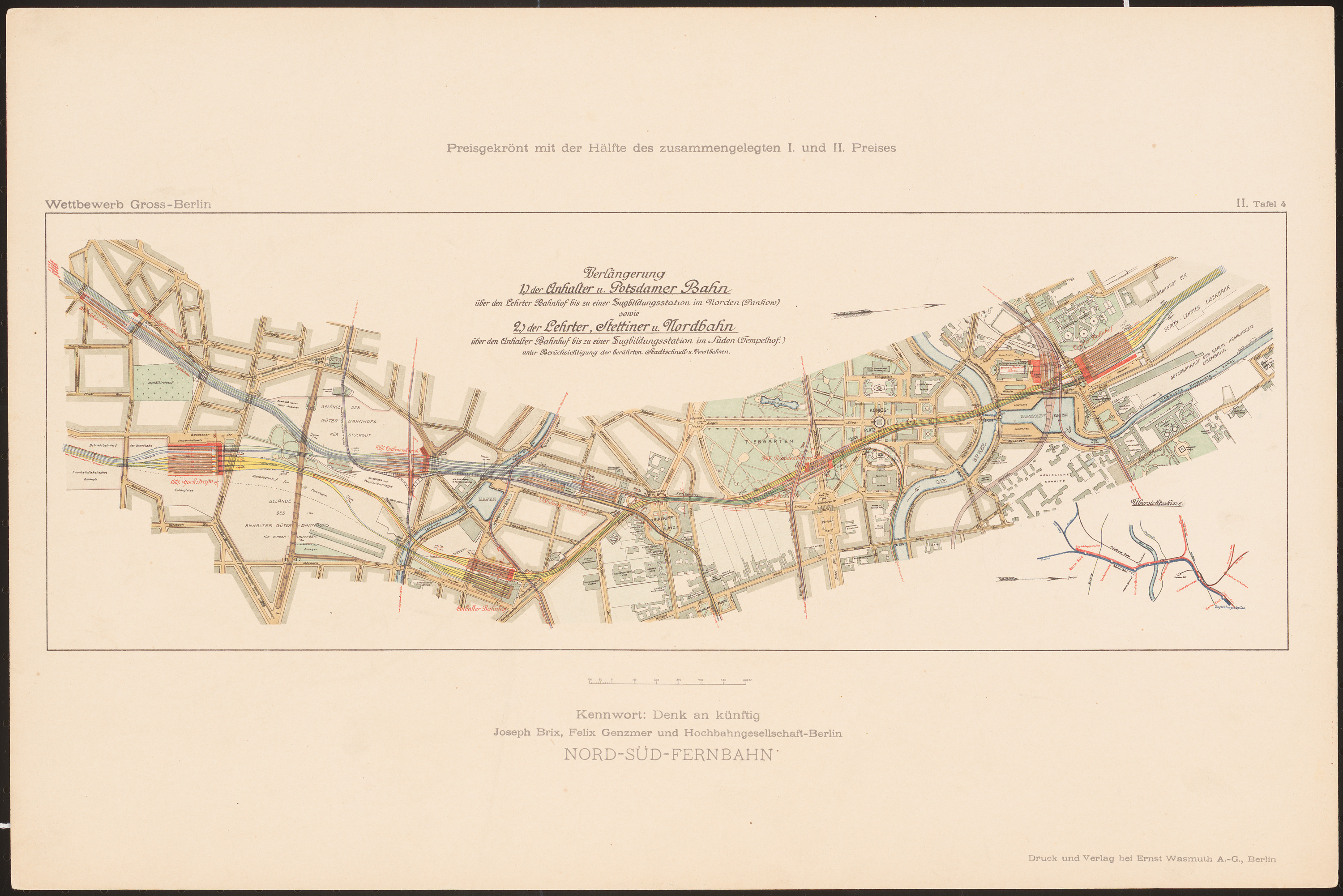
Entwurf für eine Nord-Süd-Fernbahn 1910

Bereits 1910 wurden im Wettbewerb Groß-Berlin Entwürfe für eine Neuordnung der großteils ungeplanten Verkehrsentwicklung gesammelt. So hatten Josef Brix, Felix Genzmer und die Hochbahngesellschaft einen Entwurf über eine Nord-Süd-Fernbahn eingereicht, die vom Lehrter Bahnhof über den Potsdamer Bahnhof zur Yorckstraße führen sollte.
Havestadt & Contag, Bruno Schmitz und Otto Blum hatten im selben Wettbewerb die Ersetzung der Kopfbahnhöfe durch zwei Zentralbahnhöfe, nördlich des Humboldthafens (in der Nähe des heutigen Hauptbahnhofs) und am Gleisdreieck, vorgeschlagen. Eine direkte Straßenverbindung zwischen den Bahnhöfen war jedoch nicht vorgesehen.
Der angekaufte Entwurf Nord-Süd-Verbindung (N. S. V.) von Albert Sprickerhof sah durch die Verlängerung der Siegesallee nach Süden eine neue Prachtstraße mit Monumentalbauten vor, die von einem neuen Hauptbahnhof am Humboldthafen über die Siegesallee, den Kemperplatz, die Viktoriastraße und das aufzulassene Areal des Potsdamer und des Anhalter Güterbahnhofs zu einem Südbahnhof auf dem Gebiet des heutigen Bahnhofs Yorckstraße führen sollte.
Eine Nord-Süd-Achse als Prachtstraße und Verbindung von einem Nord- und einem Südbahnhof war auch in den Entwürfen Fritz Kritzlers und Hans Bernoullis vorgesehen. Bernoulli schlug jedoch vor, sie weiter östlich verlaufen zu lassen, vom Schiffbauerdamm, wo der Nordbahnhof errichtet werden sollte, entlang der Königgrätzer Straße (heute Ebertstraße) und den abzureißenden Potsdamer Bahnhof zum Kreuzberg, wo sie eine Breite von 230 Metern angenommen haben sollte.

## Martin Mächler

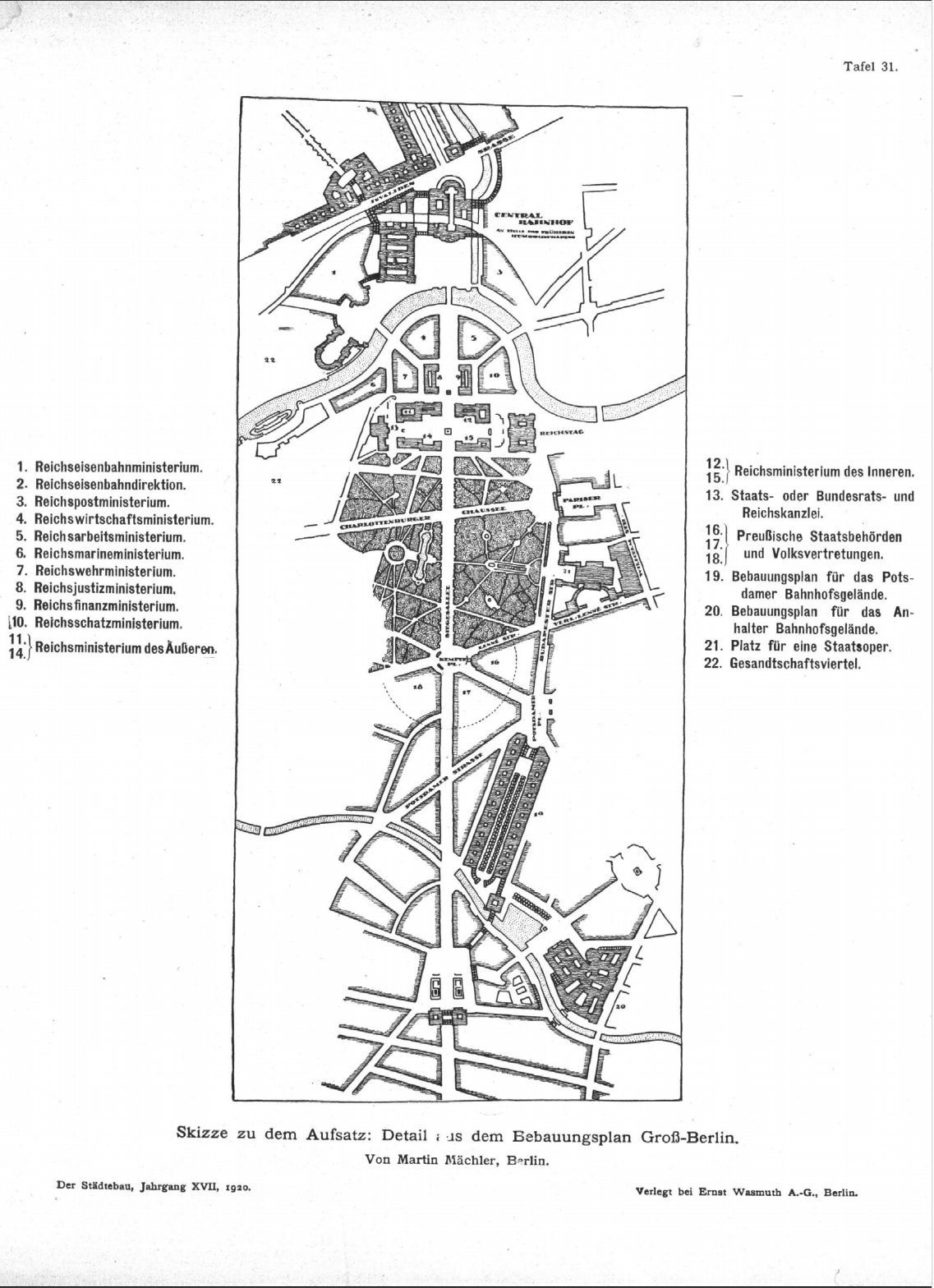
Martin Mächlers Entwurf einer Nord-Süd-Achse

Der Architekt Martin Mächler legte 1920 Pläne für eine gerade Nord-Süd-Achse mit einem republikanischen Regierungsforum auf dem Spreebogen und dem Platz der Republik vor. Die Achse sollte als „verlängerte Siegesallee“ einen neuen Zentralbahnhof auf dem Gebiet des Humboldthafens mit dem neuen Sitz der Reichsbahndirektion Berlin und den Platz der Republik im Norden über den Kemperplatz, an dem der Landtag und das Staatsministerium Preußens angesiedelt werden sollten, mit der General-Pape-Straße im Süden verbinden. Die Zugverbindungen zwischen dem neuen Zentralbahnhof und den Bahnhöfen Großgörschen- und Papestraße sollten unter die Erde verlegt und die Kopfbahnhöfe stillgelegt werden, um Bauplatz zu schaffen. Dafür sollte auf der Nord-Süd-Achse, auf der Höhe des Gleisdreiecks, ein neuer Bahnhof entstehen. Im Norden und Süden sollte die Achse in Chausseen übergehen, die heute Teil der Bundesstraße 96 sind. Reichskunstwart Edwin Redslob unterstützte diese nie ausgeführten Pläne als republikanisches Gegenstück zur Ost-West-Achse, die vom Berliner Schloss über den Boulevard Unter den Linden und die Charlottenburger Chaussee (heute Straße des 17. Juni) verläuft.

## „Welthauptstadt Germania“

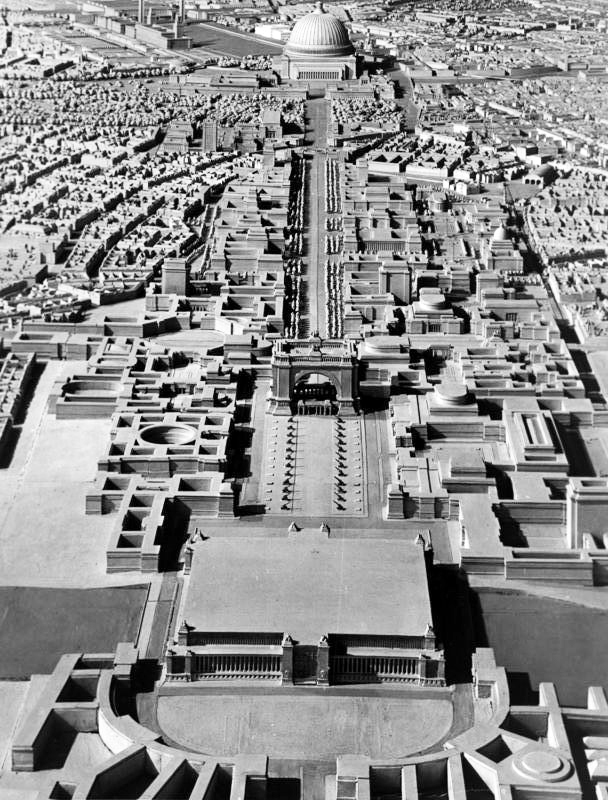
Modell von 1939 der geplanten Nord-Süd-Achse

Eine 40 Kilometer lange Nord-Süd-Achse war zentraler Bestandteil des geplanten Umbaus Berlins zur „Welthauptstadt Germania“. Ihr Kernstück sollte als 120 Meter breite und sechs Kilometer lange Prachtstraße sein. Dieses sollte von einem neuen Nordbahnhof im Südosten Moabits, nahe dem heutigen Bahnhof Berlin Perleberger Brücke bis zu einem ebenfalls neuen Südbahnhof in der Nähe des heutigen Bahnhofs Südkreuz in Tempelhof reichen. Neben dem Nordbahnhof, in direkter Nähe zur Großen Halle, war ein 1200 m × 400 m großes Wasserbecken vorgesehen, in dem sich die Große Halle spiegeln sollte. Wie die anderen geplanten Monumentalbauten waren die Bahnhöfe von ungekannter Dimension. Die Arbeiten zum Südbahnhof, für den die Reichsbahnbaudirektion Berlin bereits 1937 erste Entwürfe vorgelegt hatte, wurden ab 1940 von Speer persönlich geleitet und waren bei der generellen Einstellung der Umgestaltungsplanungen im März 1943 fast zur Baureife gediehen. Im August 1941 erteilte Speer die Anweisung, zu den geplanten 20 Parallelgleisen zwei weitere Gleise für die Einbindung der Breitspurbahn, eines anderen Lieblingsprojekts Hitlers, einzufügen.
Auf dem südlichen Teil der Prachtstraße war nahe dem Südbahnhof ein kolossaler Triumphbogen (in Form eines Tetrapylons) vorgesehen, der 117 m hoch und 170 m breit werden sollte, beschriftet mit den Namen aller im Ersten Weltkrieg gefallenen deutschen Soldaten und geschmückt mit Reliefs von Arno Breker. Im Anschluss daran sollte die „Beutewaffenallee“ als Vorplatz des Südbahnhofs einen triumphalen Abschluss bilden. Entlang der Nord-Süd-Achse sollten alle wichtigen Reichs- und Parteibehörden sowie Firmenzentralen und kulturelle Einrichtungen angesiedelt werden.
Um die Bodenbelastbarkeit für den geplanten Triumphbogen zu ermitteln, wurde im Jahr 1941 ein Großbelastungsversuch in Form eines Betonzylinders in Tempelhof fertiggestellt. Der gewaltige Schwerbelastungskörper (21 m Durchmesser, 14 m Höhe, 12.650 t Masse) ist das einzige oberirdische Bauzeugnis der Nord-Süd-Achse und kann besichtigt werden.
Die Nord-Süd-Achse sollte als Siegesallee des III. Reiches auf der Trasse der wilhelminischen Siegesallee des II. Reiches beginnen, deren Figuren dafür 1938 abgeräumt und in der Großen Sternallee im Tiergarten neu aufgestellt worden waren. Städtebaulicher Höhepunkt der Nord-Süd-Achse sollte der Große Platz mit dessen umgebenden Gebäuden werden. Der Große Platz, als Aufmarschplatz für bis zu einer Million Menschen gedacht, sollte umgeben werden von der Großen Halle, dem Führerpalast, dem Großdeutschen Reichstag, dem Reichstagsgebäude, dem Dienstgebäude für das Oberkommando der Wehrmacht und dem neuen Dienstgebäude der Reichskanzlei.
Um den Sieg über die Nationalsozialisten baulich zu dokumentieren, ließ die Rote Armee 1945 exakt auf der geplanten Nord-Süd-Achse, nördlich des Schnittpunktes der Ost-West- und Nord-Süd-Achse, in unmittelbarer Nähe zum Reichstagsgebäude und Brandenburger Tor, ein Ehrenmal errichten.

## Zusammenhang zwischen den Planungen
Ob und welche der früheren Konzepte Hitler oder Speer bekannt waren, ist unbekannt. Speer selbst gibt an, Mächlers Entwurf erst 1964 kennengelernt zu haben, er habe Hitler jedoch „in den zwanziger Jahren gereizt [...], eigene Ideen zu entwickeln.“ Matthias Donath nimmt dagegen an, dass die Generalbauinspektion direkt von Mächler beeinflusst wurde. Auch gilt es als wahrscheinlich, dass Hitler während der Berliner Kunstausstellung 1927 Planungen aus dem Wettbewerb Groß-Berlin kennenlernte und auch Mächlers Vorschlag kannte.